# Franciszek Karpiński
Pour les articles homonymes, voir Karpinski.
Franciszek Karpiński (né le 4 octobre 1741 dans le raïon de Kolomya et mort le 16 septembre 1825 à Vawkavysk) est un poète, écrivain et dramaturge polonais.
Il est considéré comme une figure de proue polonaise du courant sentimental lors du siècle des Lumières.
Il est notamment connu pour ses œuvres religieuses traduites plus tard sous forme d'hymnes et de chants. Élève des Jésuites, il fit ses études au collège des jésuites d'Ivano-Frankivsk et à celui de Lviv.